# Lista dos laureados com o Prémio de Ciências Económicas em Memória de Alfred Nobel

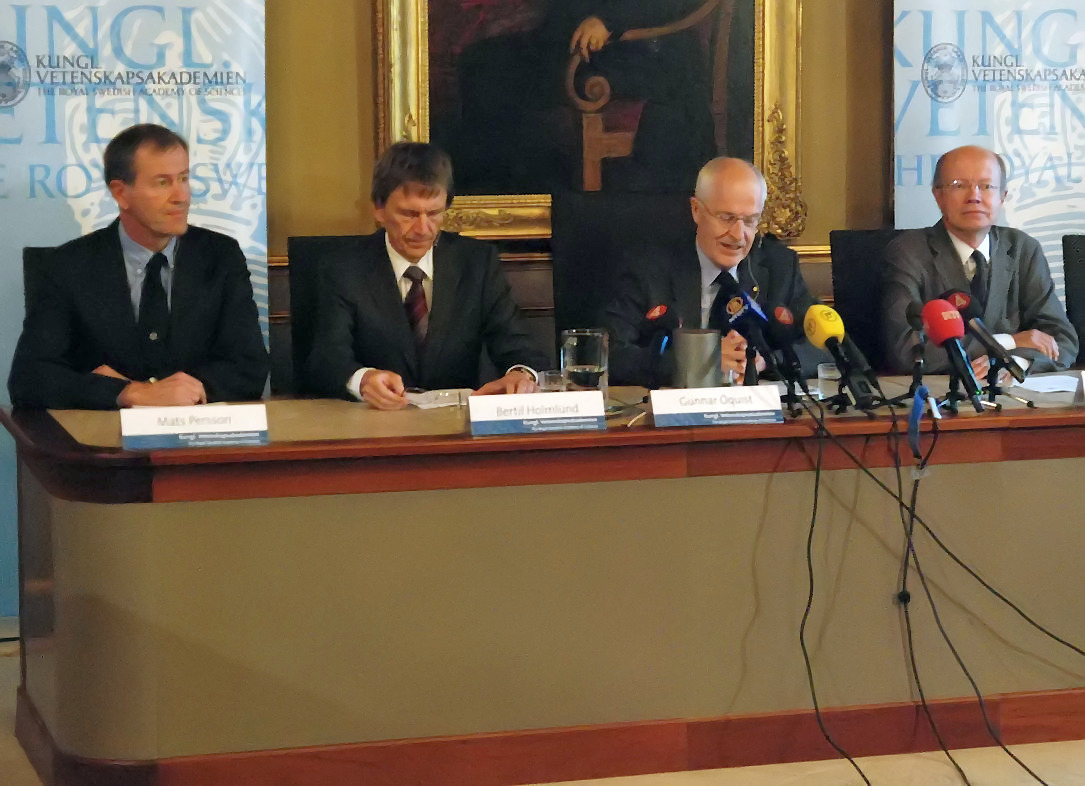
Anúncio da edição de 2008 do Prémio de Ciências Económicas em Memória de Alfred Nobel em Estocolmo. O vencedor do prémio foi Paul Krugman.

O Prémio de Ciências Económicas em Memória de Alfred Nobel, oficialmente conhecido como Prêmio do Banco Real Sueco de Ciências Econômicas em Memória de Alfred Nobel (em sueco: Sveriges riksbanks pris i ekonomisk vetenskap till Alfred Nobels minne), é outorgado anualmente pela Academia Real das Ciências da Suécia a intelectuais do campo das ciências económicas. O primeiro prémio foi entregue em 1969 a Ragnar Frisch e a Jan Tinbergen. Cada premiado leva uma medalha, um diploma e um prémio monetário que tem variado conforme os anos. Em 1969, foram atribuídos a Frisch e a Tinbergen um total de 375 mil coroas suecas, o equivalente a 2 871 041 coroas em dezembro de 2007. O prémio é outorgado em Estocolmo numa cerimónia que ocorre em memória a Alfred Nobel.
Alguns descendentes de Alfred Nobel, entre eles o seu sobrinho bisneto Peter Nobel, não aceitam que o Prémio de Ciências Económicas seja referido como um Nobel, pois consideram-no como uma espécie de "campeonato de relações públicas para economistas" – algo impensável para Alfred Nobel, que desprezava "as pessoas para quem os lucros são mais importantes do que o bem-estar da sociedade".
Com a edição de 2023, totalizam-se 55 Prémios de Ciências Económicas entregues a 93 pessoas. Desde 2007, nove prémios têm sido atribuídos por contribuições na área da macroeconomia, mais do que em qualquer outra categoria. A instituição com mais premiados nas ciências económicas é a Universidade de Chicago, a qual tem vinte e oito laureados filiados. Por quarenta anos o prémio foi entregue apenas a homens, até que em 2009, a académica e catedrática Elinor Ostrom foi laureada "pela sua análise da governação económica, especialmente a comum".

## Laureados
| Ano  |                     | Laureado(s)               | País(es)                         | Motivo |
| ---- | ------------------- | ------------------------- | -------------------------------- | --- |
| 1969 |                     | Ragnar Frisch             | Noruega                          | "Por terem desenvolvido e aplicado modelos dinâmicos para a análise dos processos económicos".                                                                                  |
| 1969 |                     | Jan Tinbergen             | Países Baixos                    | "Por terem desenvolvido e aplicado modelos dinâmicos para a análise dos processos económicos".                                                                                  |
| 1970 |                     | Paul Samuelson            | Estados Unidos                   | "Pelo trabalho científico através do qual desenvolveu uma teoria para a economia estática e dinâmica, contribuindo a elevar o nível da análise na ciência económica".           |
| 1971 |                     | Simon Kuznets             | Estados Unidos                   | "Pela sua interpretação empírica do crescimento económico, que levou a uma nova e mais profunda aproximação à estrutura económica e social e aos processos de desenvolvimento". |
| 1972 |                     | John Hicks                | Reino Unido                      | "Pelas suas contribuições à teoria do equilibrio económico e do bem-estar". |
| 1972 |                     | Kenneth Arrow             | Estados Unidos                   | "Pelas suas contribuições à teoria do equilibrio económico e do bem-estar". |
| 1973 |                     | Wassily Leontief          | União Soviética · Estados Unidos | "Pelo desenvolvimento do método input-output, e pela sua aplicação a importantes problemas económicos".                                                                         |
| 1974 |                     | Gunnar Myrdal             | Suécia                           | "Pelos seus trabalhos na teoria quantitativa da moeda e das flutuações e pela sua análise da interdependência dos fenómenos económicos, sociais e institucionais".              |
| 1974 |                     | Friedrich Hayek           | Áustria · Reino Unido            | "Pelos seus trabalhos na teoria quantitativa da moeda e das flutuações e pela sua análise da interdependência dos fenómenos económicos, sociais e institucionais".              |
| 1975 |                     | Leonid Kantorovich        | União Soviética                  | "Pelas suas contribuições à eficiência de pareto". |
| 1975 |                     | Tjalling Koopmans         | Países Baixos · Estados Unidos   | "Pelas suas contribuições à eficiência de pareto". |
| 1976 |                     | Milton Friedman           | Estados Unidos                   | "Pelos seus êxitos no campo da análise de consumo, história e teoria monetária, e pela sua demonstração acerca da complexidade da estabilização política".                      |
| 1977 |                     | Bertil Ohlin              | Suécia                           | "Pela sua contribuição conjunta à teoria do comércio internacional". |
| 1977 |                     | James Meade               | Reino Unido                      | "Pela sua contribuição conjunta à teoria do comércio internacional". |
| 1978 |                     | Herbert A. Simon          | Estados Unidos                   | "Pela sua investigação pioneira no processo de adoção de decisões nas organizações económicas".                                                                                 |
| 1979 |                     | Theodore Schultz          | Estados Unidos                   | "Pelas suas investigações no desenvolvimento económico, particularmente as referentes aos problemas de desenvolvimento dos países em desenvolvimento".                          |
| 1979 |                     | Arthur Lewis              | Santa Lúcia · Reino Unido        | "Pelas suas investigações no desenvolvimento económico, particularmente as referentes aos problemas de desenvolvimento dos países em desenvolvimento".                          |
| 1980 |                     | Lawrence Klein            | Estados Unidos                   | "Pela criação de modelos econométricos e a aplicação da análise das flutuações e políticas económicas".                                                                         |
| 1981 |                     | James Tobin               | Estados Unidos                   | "Pelas suas análises dos mercados financeiros e as suas relações com o emprego, a produção e os preços".                                                                        |
| 1982 |                     | George Stigler            | Estados Unidos                   | "Pelos seus estudos das estruturas industriais que funcionam como mercados e as causas e os efeitos da regulação pública".                                                      |
| 1983 |                     | Gérard Debreu             | França                           | "Por ter adicionado novos métodos analíticos à teoria económica e pela sua rigorosa reformulação da teoria do equilíbrio geral".                                                |
| 1984 |                     | Richard Stone             | Reino Unido                      | "Pelas suas contribuições fundamentais ao desenvolvimento da contabilidade nacional, pela qual melhoraram-se muito as bases para a análise económica empírica".                 |
| 1985 |                     | Franco Modigliani         | Itália                           | "Pelas suas análises dos mercados de poupança e dos mercados financeiros". |
| 1986 |                     | James M. Buchanan         | Estados Unidos                   | "Pelo seu desenvolvimento das bases contratuais e constitucionais para a teoria do processo das decisões económicas e políticas".                                               |
| 1987 |                     | Robert Solow              | Estados Unidos                   | "Pelas suas contribuições à teoria do crescimento económico". |
| 1988 |                     | Maurice Allais            | França                           | "Pelas suas contribuições à teoria dos mercados e à utilização eficiente dos recursos".                                                                                         |
| 1989 |                     | Trygve Haavelmo           | Noruega                          | "Por clarificar os princípios da teoria econométrica e pelas suas análises das estruturas económicas simultâneas".                                                              |
| 1990 |                     | Harry Markowitz           | Estados Unidos                   | "Pelos seus trabalhos pioneiros na teoria da economia financeira". |
| 1990 | Merton Miller       |                           | Estados Unidos                   | "Pelos seus trabalhos pioneiros na teoria da economia financeira". |
| 1990 | William F. Sharpe   |                           | Estados Unidos                   | "Pelos seus trabalhos pioneiros na teoria da economia financeira". |
| 1991 |                     | Ronald Coase              | Reino Unido                      | "Pela sua descoberta e clarificação acerca do significado dos custos de transação e dos direitos de propriedade para a estrutura institucional e o funcionamento da economia".  |
| 1992 |                     | Gary Becker               | Estados Unidos                   | "Por estender o domínio da análise microeconómica até novos domínios do comportamento e das relações humanas, mais além dos limites do mercado, inclusive".                     |
| 1993 |                     | Robert Fogel              | Estados Unidos                   | "Por renovar a investigação da história económica, aplicando teorias e métodos para explicar as mudanças económicas e institucionais".                                          |
| 1993 | Douglass North      |                           | Estados Unidos                   | "Por renovar a investigação da história económica, aplicando teorias e métodos para explicar as mudanças económicas e institucionais".                                          |
| 1994 |                     | John Harsanyi             | Estados Unidos                   | "Pelas suas análises do equlíbrio na teoria dos jogos não-cooperativos". |
| 1994 | John Forbes Nash    |                           | Estados Unidos                   | "Pelas suas análises do equlíbrio na teoria dos jogos não-cooperativos". |
| 1994 |                     | Reinhard Selten           | Alemanha                         | "Pelas suas análises do equlíbrio na teoria dos jogos não-cooperativos". |
| 1995 |                     | Robert Lucas, Jr.         | Estados Unidos                   | "Por desenvolver a hipótese das expectativas racionais, que transformou a análise da macroeconomia e permitiu aprofundar no conhecimento da política económica".                |
| 1996 |                     | James Mirrlees            | Reino Unido                      | "Pelas suas contribuições à teoria económica dos incentivos sobre a informação assimétrica".                                                                                    |
| 1996 |                     | William Vickrey           | Canadá · Estados Unidos          | "Pelas suas contribuições à teoria económica dos incentivos sobre a informação assimétrica".                                                                                    |
| 1997 |                     | Robert C. Merton          | Estados Unidos                   | "Pelo seu novo método para determinar o valor dos derivativos". |
| 1997 |                     | Myron Scholes             | Canada · Estados Unidos          | "Pelo seu novo método para determinar o valor dos derivativos". |
| 1998 |                     | Amartya Sen               | Índia                            | "Pelas suas contribuições à análise do bem-estar económico". |
| 1999 |                     | Robert Mundell            | Canadá                           | "Pela sua análise da política orçamental e monetária sobre os diferentes regimes de câmbio e das zonas monetárias ótimas".                                                      |
| 2000 |                     | James Heckman             | Estados Unidos                   | "Pelo seu desenvolvimento da teoria e dos métodos para analisar seletivamente amostras".                                                                                        |
| 2000 |                     | Daniel McFadden           | Estados Unidos                   | "Pelo seu desenvolvimento da teoria e dos métodos para analisar a escolha discreta".                                                                                            |
| 2001 |                     | George Akerlof            | Estados Unidos                   | "Pela sua investigação na teoria dos mercados com informação assimétrica". |
| 2001 | Michael Spence      |                           | Estados Unidos                   | "Pela sua investigação na teoria dos mercados com informação assimétrica". |
| 2001 | Joseph E. Stiglitz  |                           | Estados Unidos                   | "Pela sua investigação na teoria dos mercados com informação assimétrica". |
| 2002 |                     | Daniel Kahneman           | Israel · Estados Unidos          | "Por integrar aspetos da pesquisa psicológica sobre o comportamento económico do homem em situações de incerteza e a tomada de decisões nessas circunstâncias".                 |
| 2002 |                     | Vernon L. Smith           | Estados Unidos                   | "Por ter realizado análises empíricas de laboratório, especialmente acerca de mecanismos alternativos de mercado".                                                              |
| 2003 |                     | Robert F. Engle           | Estados Unidos                   | "Pelos seus métodos de análise económica em série temporal como a volatilidade (ARCH) da variação temporal".                                                                    |
| 2003 |                     | Clive Granger             | Reino Unido                      | "Pelos métodos de análise económica em série temporal com as mesmas tendências (cointegração)".                                                                                 |
| 2004 |                     | Finn E. Kydland           | Noruega                          | "Pelas suas contribuições à macroeconomia dinâmica: a consistência temporal da política económica e a gestão das forças que gerem o ciclo económico".                           |
| 2004 |                     | Edward C. Prescott        | Estados Unidos                   | "Pelas suas contribuições à macroeconomia dinâmica: a consistência temporal da política económica e a gestão das forças que gerem o ciclo económico".                           |
| 2005 |                     | Robert J. Aumann          | Estados Unidos · Israel          | "Por terem melhorado a compreensão do conflito e da cooperação através da análise da teoria dos jogos".                                                                         |
| 2005 |                     | Thomas C. Schelling       | Estados Unidos                   | "Por terem melhorado a compreensão do conflito e da cooperação através da análise da teoria dos jogos".                                                                         |
| 2006 |                     | Edmund S. Phelps          | Estados Unidos                   | "Pela sua análise das compensações intertemporais na política macroeconómica".                                                                                                  |
| 2007 |                     | Leonid Hurwicz            | Polónia · Estados Unidos         | "Por terem desenvolvido as bases da teoria dos mecanismos". |
| 2007 |                     | Eric S. Maskin            | Estados Unidos                   | "Por terem desenvolvido as bases da teoria dos mecanismos". |
| 2007 | Roger B. Myerson    |                           | Estados Unidos                   | "Por terem desenvolvido as bases da teoria dos mecanismos". |
| 2008 |                     | Paul Krugman              | Estados Unidos                   | "Pela sua análise dos padrões comerciais e da localização da atividade económica".                                                                                              |
| 2009 |                     | Elinor Ostrom             | Estados Unidos                   | "Pela sua análise da governação económica, especialmente a comum". |
| 2009 |                     | Oliver E. Williamson      | Estados Unidos                   | "Pela sua análise da governação económica, especialmente os limites das empresas".                                                                                              |
| 2010 |                     | Peter A. Diamond          | Estados Unidos                   | "Pela sua análise dos mercados com problemas de procura". |
| 2010 | Dale T. Mortensen   |                           | Estados Unidos                   | "Pela sua análise dos mercados com problemas de procura". |
| 2010 |                     | Christopher A. Pissarides | Chipre                           | "Pela sua análise dos mercados com problemas de procura". |
| 2011 |                     | Thomas J. Sargent         | Estados Unidos                   | "Pelas suas investigações empíricas sobre a causa-efeito na macroeconomia". |
| 2011 | Christopher A. Sims |                           | Estados Unidos                   | "Pelas suas investigações empíricas sobre a causa-efeito na macroeconomia". |
| 2012 |                     | Alvin E. Roth             | Estados Unidos                   | "Pelo seu trabalho na teoria das designações estáveis e do desenho de mercado".                                                                                                 |
| 2012 | Lloyd S. Shapley    |                           | Estados Unidos                   | "Pelo seu trabalho na teoria das designações estáveis e do desenho de mercado".                                                                                                 |
| 2013 |                     | Eugene F. Fama            | Estados Unidos                   | "Pela sua análise empírica dos preços das possessões capitais". |
| 2013 | Lars Peter Hansen   |                           | Estados Unidos                   | "Pela sua análise empírica dos preços das possessões capitais". |
| 2013 | Robert J. Shiller   |                           | Estados Unidos                   | "Pela sua análise empírica dos preços das possessões capitais". |
| 2014 |                     | Jean Tirole               | França                           | "Pela sua análise do poder do mercado e da sua regulação". |
| 2015 |                     | Angus Deaton              | Reino Unido · Estados Unidos     | "Pela sua análise do consumo, da pobreza e do bem-estar". |
| 2016 |                     | Oliver Hart               | Reino Unido                      | "Pelas suas contribuições à teoria dos contratos". |
| 2016 |                     | Bengt Holmström           | Finlândia                        | "Pelas suas contribuições à teoria dos contratos". |
| 2017 |                     | Richard Thaler            | Estados Unidos                   | "Pelas suas contribuições à economia comportamental". |
| 2018 |                     | William Nordhaus          | Estados Unidos                   | "Por integrar mudanças climáticas à análise macroeconômica". |
| 2018 |                     | Paul Romer                | Estados Unidos                   | "Por integrar inovações tecnológicas à análise macroeconômica". |
| 2019 |                     | Abhijit Banerjee          | Índia United States              | "Pela abordagem experimental para aliviar a pobreza global". |
| 2019 |                     | Esther Duflo              | França United States             | "Pela abordagem experimental para aliviar a pobreza global". |
| 2019 |                     | Michael Kremer            | Estados Unidos                   | "Pela abordagem experimental para aliviar a pobreza global". |
| 2020 |                     | Paul Milgrom              | Estados Unidos                   | "por melhorias na teoria do leilão e invenções de novos formatos de leilão" |
| 2020 | Robert B. Wilson    |                           | Estados Unidos                   | "por melhorias na teoria do leilão e invenções de novos formatos de leilão" |
| 2021 |                     | David Card                | Canadá                           | "por suas contribuições empíricas para a economia do trabalho" |
| 2021 |                     | Joshua Angrist            | Estados Unidos · Israel          | "por suas contribuições metodológicas para a análise de relações causais" |
| 2021 |                     | Guido Imbens              | Estados Unidos · Países Baixos   | "por suas contribuições metodológicas para a análise de relações causais" |
| 2022 |                     | Ben Bernanke              | Estados Unidos                   | "por suas pesquisas sobre bancos e crises financeiras" |
| 2022 | Douglas Diamond     |                           | Estados Unidos                   | "por suas pesquisas sobre bancos e crises financeiras" |
| 2022 | Philip Dybvig       |                           | Estados Unidos                   | "por suas pesquisas sobre bancos e crises financeiras" |
| 2023 |                     | Claudia Goldin            | Estados Unidos                   | "por ter avançado na nossa compreensão dos resultados do mercado de trabalho das mulheres"                                                                                      |
| 2024 |                     | Daron Acemoglu            | Estados Unidos                   | "por estudos sobre como as instituições são formadas e afetam a prosperidade"                                                                                                   |
| 2024 | Simon Johnson       |                           | Estados Unidos                   | "por estudos sobre como as instituições são formadas e afetam a prosperidade"                                                                                                   |
| 2024 | James A. Robinson   |                           | Estados Unidos                   | "por estudos sobre como as instituições são formadas e afetam a prosperidade"                                                                                                   |